# Орел Сергій Степанович
Орел Сергій Степанович (25 березня 1952, Коломия, Коломийський район, Станіславівська область, УРСР - 3 березня 2017, Надвірна, Надвірнянський район, Івано - Франківська область, Україна) —  музикант-скрипаль, композитор та засновник оркестру народної музики "Аркан". Заслужений артист України.

## Життєпис
Народився в м. Коломия на Прикарпатті. Навчався в Івано-Франківському та Дрогобицькому музичних училищах, закінчив Київський інститут культури імені Корнійчука, де здобув спеціальність "Соліст і диригент оркестру".  Свій шлях митця розпочав вчителем у музичній школі на Коломийщині. Згодом став директором Сопівського СБК. Також був музичним керівником Колимийського будинку вчителя. Був активним учасником гурту "Коломияни", пізніше очоливши його.  
У 1977р створив оркестр народної музики «Аркан», який вже наступного року отримав звання «Народний» У 1992 та 1993 рр. авторитетами Міжнародного кембриджського центру знаменитостей. У  1989 р. був нагороджений Грамотою Президії Верховної Ради УРСР.  У 1997 р. отримав звання "Заслужений артист України" Указом Президента України, а в 2012 р. отримав відзнаку Президента України - ювілейна медаль "20 років Незалежності України". 
Помер 3 березня 2017 р. в м. Надвірна від зупинки серця.

## Пам'ять
- отримав посмертно звання "Почесного громадянина міста Надвірної".
- 2018 р. на фасаді Надвірнянського РБК було відкрито меморіальну дошку Сергію Степановичу.
- Ірина Яцура присвятила один зі своїх віршів Сергію Орлу: "Диво-скрипаль".